# تگزاس ۲
تگزاس ۲ فیلمی به کارگردانی سید مسعود اطیابی، تهیه‌کنندگی سید ابراهیم عامریان و نویسندگی حمزه صالحی محصول سال ۱۳۹۷ است. این فیلم دنبالهٔ فیلم سینمایی تگزاس است و در تاریخ ۲۸ فروردین ۱۳۹۸ در سینماهای ایران اکران شده است.قسمت قبل این فیلم تگزاس ۱ در سال ۱۳۹۷ اکران شده است. دنبالهٔ این فیلم، تگزاس ۳ نیز در ۸ خرداد ۱۴۰۳ اکران شده است.

## خلاصه داستان
پس از ماجراهای قسمت اول تگزاس ساسان (سام درخشانی) به‌همراه بهرام (پژمان جمشیدی) و آلیس (گابریلا پتری) به ایران بر می‌گردند.
پدر بهرام، آقا بابک (مهدی هاشمی) و مادر ساسان، سوری جون (ژاله صامتی) به پیشواز آن‌ها می‌آیند اما ساسان نمی‌داند که آن‌ها با هم ازدواج کرده‌اند. بهرام با یک اشتباه جدید دلارهای خود را در چمدان جاساز می‌کند، یک قاچاقچی به اسم سیروس (بهرنگ علوی) چمدان محتوی مجسمه‌های کوکائین خود را برای رد کردن از گیت بازرسی با چمدان آنها جابجا می‌کند؛ افراد کارلوس به دنبال آنها به ایران آمده‌اند، بهرام و ساسان این بار علاوه بر اینکه تحت تعقیب افراد کارلوس هستند در مخمصه قاچاقچیان مواد مخدر گرفتار می‌شوند…

## بازیگران
| بازیگر         | نقش           |
| -------------- | ------------- |
| سام درخشانی    | ساسان کریمی   |
| پژمان جمشیدی   | بهرام کشکولی  |
| مهدی هاشمی     | بابک کشکولی   |
| ژاله صامتی     | سوری          |
| گابریلا پتری   | آلیس          |
| رضا ناجی       | یاور          |
| نادر سلیمانی   | فریدون        |
| بهرنگ علوی     | سیروس         |
| امید روحانی    | مسافر هواپیما |
| آدریانو تولوزا | لوئیس         |
| تی‌آگو متوس     | دوست لوئیس    |
| سهیل قنادان    | یاشار         |
| الهام مصطفایی  | بهار          |

## اکران و حاشیه‌ها
این فیلم از ۲۸ فروردین ۱۳۹۸ در ایران اکران و جایگزین رحمان ۱۴۰۰ شد.
در همان ابتدا که فیلم جایگزین رحمان ۱۴۰۰ شد، سعید سهیلی کارگردان فیلم ژن خوک به این مسئله واکنش نشان داد و مسئولان سینمائی کشور را به در اختیار نگذاشتن سینما برای فیلم خودش محکوم کرد.